# Man from Tangier
Man from Tangier (en español, El hombre de Tánger), estrenada en Estados Unidos como Thunder over Tangier (Trueno sobre Tánger) es una película inglesa, de 1957, del género policíaco, dirigida por Lance Comfort y  protagonizada por Robert Hutton, Lisa Gastoni (que en aquel entonces tenía 22 años) y Martin Benson.

## Argumento
Un ladrón internacional, Armstrong, huye de Tánger a Londres, con placas de dinero falso; debido a esto, Voss, un criminal de su propia banda, envía a una peligrosa mujer, Michele (Lisa Gastoni), para perseguirlo.  Al llegar a Londres, Armstrong intercambia, accidentalmente, abrigos en una barbería con el actor de cine Chuck Collins. Gracias a la dirección en el bolsillo de su nuevo abrigo, Collins se encuentra con Michele. El socio de Voss, Heinrich, ladrón internacional, empieza a tener la sensación de que quiren engañarlo. Cuando Armstrong se tira por la ventana del hotel, la policía comienza a percibir el juego sucio.

## Reparto
- Robert Hutton: Chuck Collins
- Lisa Gastoni: Michele
- Martin Benson: Voss
- Derek Sydney: Darracq
- Leonard Sachs: Heinrich
- Emerton Court: Armstrong
- Robert Shaw: Johnny
- Robert Raglan: inspector Meredith
- Harold Berens: Sammy
- Jack Allen: Rex
- Michael Balfour: Spade Murphy
- Frank Forsyth: sargento Irons
- Reginald Hearne: Walters
- Fred Lake: portero del hotel
- Alex Gallier: Max
- Marianne Stone: mujer en el hotel
- Ronnie Clark: vendedor ambulante

## Estreno
Man in Tangier fue recortada por la British Board of Film Classification a 67 minutos, con el objetivo de lograr una clasificación "U". La película se estrenó en el cine Odeon Marble Arch, Londres, el 27 de enero de 1957 formando programa doble con Monkey on My Back.
En abril de 2011, fue lanzada en DVD junto con The Breaking Point (1961) del mismo director. Lisa Gastoni aparece en ambas películas.
Esta página fue traducida de Wikipedia en inglés.